# Culicoides dunhuaensis
Culicoides dunhuaensis är en tvåvingeart som beskrevs av Chu 1983. Culicoides dunhuaensis ingår i släktet Culicoides och familjen svidknott. Inga underarter finns listade i Catalogue of Life.